# Listové jazero
Listové jazero je přírodní rezervace v katastrálním území obce Vrbová nad Váhom v okrese Komárno v Nitranském kraji na Slovensku. Území bylo vyhlášeno v roce 1988 a jeho rozloha je 41,02 hektaru. Předmětem ochrany je lokalita výskytu řady druhů mokřadních a vodních ptáků Podunajské nížiny, s příbřežní vegetací charakteru lužního lesa.